# Лексіарх
Лексіарх (дав.-гр. ληξιαρχής) — у давньогрецькому суспільстві — особа, що вела в кожній філі Аттики списки (дав.-гр. ληξιαρχικόν) громадян, які досягли повноліття і мали право голосу, тобто ефебів.
До обовʼязків належало стежити, щоб на народних зборах були присутні лише ті, хто мав на це законне право, і щоб ті, хто мав право голосу, дійсно брали участь у голосуваннях, виконуючи тим самим свій громадянський обов'язок.